# Parafia św. Stanisława Kostki w Zawierciu
Parafia św. Stanisława Kostki w Zawierciu – parafia rzymskokatolicka w Zawierciu.
Należy do dekanatu Zawiercie – św. Piotra i Pawła w archidiecezji częstochowskiej.
Została utworzona w 1987 roku. Kościół parafialny został wybudowany w latach 1988–1992, konsekrowany w 1998 roku.

## Grupy parafialne
- Parafialna Rada Duszpasterska
- Ruch Światło-Życie
- ministranci i lektorzy
- Grupa Modlitewna Matki Bożej Fatimskiej
- Arcybractwo Najświętszego Serca Pana Jezusa
- Franciszkański Zakon Świeckich
- Żywy Różaniec – 11 róż
- Bractwo Matki Bożej Bolesnej – Patronki Dobrej Śmierci
- Caritas